# NGC 7651-2
NGC 7651-2 (другие обозначения — PGC 3085862, MCG 2-59-36, ZWG 431.55) — галактика в созвездии Пегас.
Этот объект входит в число перечисленных в оригинальной редакции «Нового общего каталога».